# Kim Possible - La sfida finale
Kim Possible - La sfida finale (Kim Possible Movie: So the Drama) è un film per la televisione del 2005 diretto da Steve Loter. Il film è un mix tra animazione classica e Computer-generated imagery.
Il film esordì sugli schermi americani l'8 aprile 2005. Originariamente avrebbe dovuto essere il finale della serie animata omonima, tuttavia Disney Channel il 10 febbraio 2007, venne persuaso da diverse petizioni da parte dei fan a rinnovare lo show per una quarta stagione ambientata dopo il finale del film.
Nel film è presente il brano Could it Be (in italiano tradotta Un amore nascosto) di Christy Carlson Romano, doppiatrice di Kim Possible nella versione originale.

## Trama
Il film si colloca temporalmente alla fine della terza stagione della serie: il Dottor Drakken nell'ennesimo tentativo di conquistare il mondo, elabora un nuovo piano dalla struttura a mosaico che sbalordisce tutti, inclusa la sua diabolica assistente Shego. Gli elementi che compongono il suo complesso piano sono i più disparati: il furto del disegno di un robottino giocattolo di mr. Nakasumi, la creazione di una serie di sintodroni, ovvero androidi avanzati, ed uno strano progetto di ricerca sullo stile di vita di una teenager.
Nel frattempo Kim si ingelosisce del fidanzamento tra Bonnie e Brick Flagg, e capisce che la sua vita da eroina le ha impedito di avere una relazione stabile con un ragazzo, e che probabilmente finirà per presentarsi al ballo della scuola con l'amico Ron. La situazione cambia quando Ron presenta all'amica Eric, un nuovo studente dal quale si sente immediatamente attratta. Con l'evolversi della relazione tra i due Ron si sente sempre più messo da parte e diviene geloso; tanto da realizzare i veri sentimenti nutriti per quella che si era sempre ostinato a considerare soltanto come la sua migliore amica. Spaventato dalla scoperta, Ron decide di non rivelare il suo amore a Kim poiché teme che rovinerebbe la loro amicizia, a peggiorare l'umore del ragazzo sono i cambiamenti che sono stati fatti al Bueno Nacho (il suo ristorante preferito) da parte del misterioso nuovo proprietario.
Nell'evolversi del suo schema, Drakken rapisce James Timothy Possible, il padre di Kim, e grazie ad una macchina di sua creazione sottrae dalla mente dello scienziato le informazioni sulla tecnologia cibernetica da lui progettata. Dopodiché lascia che la figlia lo salvi e fugge lasciando tutti perplessi.
Il Bueno Nacho nel frattempo incomincia a distribuire giocattoli per bambini in omaggio col cibo, i giocattoli in questione; chiamati Piccoli Diablo, divengono estremamente popolari tra i bambini, tanto che tutti ne desiderano uno. Kim decide di parlare a Ron, notando il crescente malumore del ragazzo, essa spiega che le cose cambiano e crescere significa affrontare dei cambiamenti. Ancora più abbattuto di prima Ron si reca al Bueno Nacho nell'orario notturno in quanto l'unico in cui riesce a trovarlo libero dai bambini che lo affollano durante il giorno, contemporaneamente Eric porta Kim al ballo. Durante la cena Ron, quando si accorge che hanno rimosso perfino le cannucce pieghevoli dal servizio in tavola del locale, va su tutte le furie; decide perciò di chiamare Wade per farsi mettere in contatto col misterioso nuovo proprietario; che a sorpresa si rivela essere Drakken. Egli ha sfruttato la tecnologia del Dr. Possible per creare i Piccoli Diablo e distribuirli in tutto il pianeta tramite la catena di ristoranti Bueno Nacho. Scoperto il piano dello scienziato pazzo Ron corre a riferirlo a Kim inseguito dai robottini scagliatigli contro da Lars, il nuovo manager del Bueno Nacho di Middleton, in realtà uno scagnozzo di Drakken.
Il ragazzo riesce ad arrivare da Kim e rivelarle la verità irrompendo nella sala da ballo; sebbene tutti credano sia impazzito l'amica decide di controllare. L'analisi di Wade su un campione robotico rivela che la storia di Ron è reale, al che Kim, nonostante le proteste di Eric, torna a casa per prepararsi ad affrontare il suo eterno rivale; viene però raggiunta da due Piccoli Diablo tramutati in giganteschi androidi assassini da un comando a distanza del Dottor Drakken. La ragazza riesce a sfuggire all'attacco dei robot e a renderli inoffensivi, ma a questo punto riceve un messaggio da Drakken che la informa di aver rapito Eric.
Inferocita, Kim indossa una nuova tuta da combattimento sperimentale costruita da Wade e si reca all'interno del nascondiglio di Drakken nella sede principale del Bueno Nacho. La ragazza affronta e sconfigge Shego ed una serie di sintodroni assieme a Ron, dopodiché si reca da Eric e lo trova indenne, i due si abbracciano, ma in quel momento il ragazzo rivela il suo vero nome: sintodrone 901, un sofisticato androide creato da Drakken dopo mesi di studio sulla psicologia degli adolescenti, programmato per essere il ragazzo perfetto con l'obiettivo di sedurre Kim e distrarla dal suo piano di conquista. Eric stordisce dunque la ragazza rendendola incosciente, Ron si avventa su di lui ma viene messo al tappeto da Shego. Poco dopo il piano di Drakken prende il via: grazie ad una gigantesca antenna egli manda un segnale a tutti i Piccoli Diablo del pianeta, i quali si trasformano in robot giganteschi e iniziano ad attaccare i centri abitati.
Mentre il mondo precipita nel caos Kim e Ron si risvegliano legati in un magazzino. Kim, umiliata e depressa sembra voler gettare la spugna, ma Ron la sprona a andare avanti e le rivela i suoi sentimenti. Grazie a Rufus i due riescono a fuggire ed a raggiungere la torre radio da cui parte il segnale, qui Rufus e Ron affrontano Eric in un duello che termina con la distruzione dell'androide da parte del roditore, mentre Kim combatte ancora una volta contro Shego e la scaraventa contro la torre facendola crollare su se stessa.
Drakken tenta la fuga ma Ron lo raggiunge e lo assale inferocito per quanto fatto al Bueno Nacho, lo scienziato supplica pietà e, nel farlo pronuncia finalmente il nome di Ron.
Drakken, Shego e i vari altri scagnozzi vengono arrestati, i media annunciano al mondo lo scongiurato pericolo per mano dell'eroina. In seguito Kim e Ron si presentano insieme al ballo; i due entrano mano nella mano tra l'acclamazione generale, ballano insieme e, infine, si baciano sancendo l'inizio della loro relazione.

## Doppiaggio
| Nome del personaggio | Doppiatore originale   | Doppiatore italiano |
| -------------------- | ---------------------- | ------------------- |
| Kim Possible         | Christy Carlson Romano | Valentina Mari      |
| Ron Stoppable        | Will Friedle           | Marco Vivio         |
| Wade                 | Tahj Mowry             | Daniele Raffaeli    |
| Dottor Drakken       | John DiMaggio          | Ambrogio Colombo    |
| Shego                | Nicole Sullivan        | Laura Lenghi        |
| Monique              | Raven-Symoné           | Gemma Donati        |
| Bonnie               | Kirsten Storms         | Domitilla D'Amico   |
| Rufus                | Nancy Cartwright       | Tatiana Dessi       |